# Nižné Ružbachy
Nižné Ružbachy é um município da Eslováquia, situado no distrito de Stará Ľubovňa, na região de Prešov. Tem 9,79 km² de área e sua população em 2018 foi estimada em 632 habitantes.

## Demografia
| Ano:        | 1994 | 2004   | 2014   | 2024   |
| ----------- | ---- | ------ | ------ | ------ |
| Broj ljudi: | 649  | 639    | 634    | 622    |
| Razlika:    |      | -1,54% | -0,78% | -1,89% |

| Ano:               | 2023 | 2024   |
| ------------------ | ---- | ------ |
| Número de pessoas: | 620  | 622    |
| Diferença:         |      | +0,32% |